# Flying Warriors
Flying Warriors est un jeu d'action et de combat en 2D développé et édité par Culture Brain en 1991 sur NES, sorti uniquement en Amérique du Nord en février 1991. Il s'agit de la suite de Flying Dragon: The Secret Scroll dans la série Hiryū no Ken,,.

## Synopsis
Demonyx, le maître de la Dimension Obscure (Dark Dimension), veut reconquérir l'Univers, après s'être libéré de l'emprisonnement imposé par le Seigneur Dragon, maître de la Dimension de Lumière (Light Dimension).  Le héros, Rick Stalker (Ryuhi), et les autres Guerriers Dragons (Flying warriors) doivent vaincre Demonyx et ses sbires pour maintenir la paix.

## Système de jeu
Le jeu est un composite d'éléments des jeux Hiryū no Ken II et III sorti au Japon. Il y a un mode Histoire et un mode Combat. Parmi les 5 Guerriers Dragons, seul Rick Stalker est jouable directement. Les Guerriers Dragons ont chacun des pouvoirs distincts:  Rick Stalker (Ryuhi, un expert en arts-martiaux), Hayato Go (arts-martiaux), Mary Lynn (Minmin, arts-martiaux), Greg Cummings (Wiler, un lieutenant) et Jimmy Cutler Jr (Syoryu, un membre du Shadow Cult).
Le jeu comporte un tutorial, enseigné par Gen Lao-Tsu, le Maître de Rick.

## Comics
En 1991, le magazine GamePro a publié une série de comic Flying Warriors pour faire la publicité du jeu.